# Blastocladia glomerata
Blastocladia glomerata är en svampart som beskrevs av den amerikanske mykologen Sparrow 1936. Blastocladia glomerata ingår i släktet Blastocladia och familjen Blastocladiaceae.   Inga underarter finns listade i Catalogue of Life.